# Euphorbia dwyeri
Euphorbia dwyeri es una especie fanerógama perteneciente a la familia de las euforbiáceas.  Es originaria de Panamá hasta Ecuador.

## Descripción
Es una hierba, con tallos cilíndricos, glabra, no articulada, escasamente ramificada, de 1,5 m de largo. Hojas alternas durante la mayor parte de la planta,  por encima en una espiral de 3 hojas, estípulas obsoletas; pecíolo 2,5-6 cm de largo, delgado, cuchilla oval-lanceolada  de 3.5-6 x 2-3.5 cm, delgada, verde (secada más oscura encima que por debajo ), glabros excepto por pelos cortos dispersos en la superficie inferior, la base cuneiforme redondeada, a veces oscuramente peltada, el margen entero, el ápice obtuso a redondeado o emarginada y mucronulado. Ciatios en grupos de 2-5 sobre los laterales cortos, 2 mm de largo, 2 mm de diámetro; pedúnculo a 4 mm de largo, 4 glándulas, oscuros y los apéndices igualando glándulas y con pelos cortos se extienden sobre la superficie superior simulando un borde ciliado en la glándula, a veces glabras. Cápsula ampliamente ovoides, 4 X 4 mm, glabra; ovoides las semillas, 3 mm de largo, lisas, cilíndrica.

## Taxonomía
Euphorbia dwyeri fue descrita por Derek George Burch y publicado en Annals of the Missouri Botanical Garden 54(2): 182, f. 1. 1967.
Etimología
Euphorbia: nombre genérico que deriva del médico griego del rey Juba II de Mauritania (52 a 50 a. C. - 23), Euphorbus, en su honor – o en alusión a su gran vientre –  ya que usaba médicamente Euphorbia resinifera. En 1753 Carlos Linneo asignó el nombre a todo el género.
 dwyeri: epíteto otorgado en honor del botánico estadounidense John Duncan Dwyer (1915-2005), quien estudio la flora de Belice y recolectó plantas en Centroamérica.